# Teoria wyboru publicznego
.
Teoria wyboru publicznego – bada przede wszystkim proces kształtowania instytucji w sferze polityki. Można zaliczyć ją do ekonomii instytucjonalnej, a zwłaszcza do jej nurtu zwanego nową ekonomią instytucjonalną.
Teoria wyboru publicznego wykorzystuje wiele osiągnięć z zakresu normatywnej teorii wyboru społecznego, która rozwija się głównie w kierunku teorii opisowo-wyjaśniającej i predykcyjnej. Posługuje się ona tymi samymi prawami, jakich ekonomiści używają do analizy ludzkich zachowań na rynku. Ekonomiści ci zakładają, że ludzie motywowani są tylko przez swój własny interes. I chociaż czasami działają w pewien sposób w trosce o dobro innych ludzi, dominującym bodźcem zachowania są własne interesy. Nie ma znaczenia, czy chodzi o pracownika, pracodawcę, czy konsumenta. Ekonomiści badający teorię wyboru publicznego przyjmują to samo założenie – nawet ludzie zajmujący się polityką, mimo że mają na celu dobro innych, w głównej mierze i tak myślą tylko o swoim interesie.
Teoria wyboru publicznego korzysta z badań empirycznych i stanowi ważną podstawę decyzji strategicznych i planistycznych. Jest istotnym i coraz powszechniejszym źródłem wiedzy o mechanizmach i prawidłowościach funkcjonowania społeczeństwa. Znaczna część tej teorii dotyczy wyboru metod głosowania i agregacji preferencji indywidualnych.
Mając podstawy w ekonomii neoklasycznej, znalazła szerokie zastosowanie m.in. w socjologii. Teorię tę uważa się za szczególną postać teorii racjonalnego wyboru.

## Początki teorii i przedstawiciele
Teoria ta rozwinęła się przede wszystkim w Stanach Zjednoczonych, gdzie istnieją jej największe szkoły: szkoła Virginii, szkoła Chicago i szkoła Rochester. Za prekursora badań nad tą teorią uważa się jednak Duncana Blacka, profesora Glasgow University, którego artykuł „On the Rationale of Group Decision Making” był inspiracją dla wielu badaczy i nadal należy do kanonu podstawowych lektur z dziedziny teorii wyboru publicznego. Teorią tą zajmowali się również James M. Buchanan, Gordon Tullock i Kenneth Arrow.

## Zasięg teorii wyboru publicznego
Sfera zainteresowań teorii wyboru publicznego
- problematyka związana z głosowaniem
  - paradoksy wyboru społecznego
  - metody głosowania i systemy wyborcze (teoria systemów wyborczych)
  - agregacja preferencji
  - efektywność rynku wyborczego
  - warunki równowagi na rynku wyborczym
- wybór w warunkach demokracji
  - funkcjonowanie demokracji bezpośredniej
  - funkcjonowanie demokracji reprezentacyjnej
  - równowaga, konkurencyjność i efektywność w politycznym systemie demokracji
- teoria umowy społecznej i ładu konstytucyjnego
  - źródła umowy społecznej jako podstawy instytucjonalizacji życia społecznego
  - instytucjonalne fundamenty sprawiedliwego ładu społecznego
  - ekonomia polityczna ładu konstytucyjnego
  - konstytucyjne uprawnienia obywateli i ekonomiczne skutki tych uprawnień
- ekonomiczna teoria władzy ustawodawczej, wykonawczej i sądowniczej
  - teoria regulacji gospodarki
  - teoria finansów publicznych
  - rola ideologii grup interesu i koalicji politycznych
  - źródła władzy komitetów i komisji parlamentarnych
  - modele równowagi w funkcjonowaniu parlamentu
  - teorie i modele biurokracji
  - ekonomiczne zachowania sędziów
  - efektywność prawa zwyczajowego
  - efektywność i konkurencyjność w systemie trójpodziału władzy
- teoria grup interesu i koalicji dystrybucyjnych
  - ekonomiczne motywy i warunki działań zbiorowych
  - analiza skuteczności i efektywności grup interesu
  - wpływ działalności grup interesu na efektywność gospodarki narodowej
  - pozytywne i negatywne skutki lobbingu
  - grupy interesu a stabilność instytucjonalna gospodarki
- teoria pogoni za rentą
  - metody ograniczania zjawiska pogoni za rentą polityczną
  - analiza negatywnego wpływu pogoni za rentą polityczną na poziom dobrobytu
  - sposoby uzyskiwania renty politycznej
  - renty ekonomiczne i renty polityczne: ich źródła oraz efekty społeczno-gospodarcze

## Fundamenty teorii
Fundamentami tej teorii są następujące elementy:
- indywidualizm metodologiczny
- zasada maksymalizacji lub optymalizacji
- koncepcja optimum społecznego
- koncepcja równowagi systemu
- koncepcja kapitału społecznego
- koncepcja instytucji
- założenie o społecznych źródłach uprawnień
- możliwość poprawy użyteczności przez zrzeczenie się kontroli